# Marinaleda
Marinaleda é um município da Espanha na província de Sevilha, comunidade autónoma da Andaluzia, de área 25 km² com população de 2670 habitantes (2007) e densidade populacional de 108,60 hab/km².  Ela é conhecida também por ser a última cidade comunista da Europa.
Marinadela é uma cidade predominantemente agrícola que baseia sua economia na produção agrícola. É conhecida por sua experiência social baseada em uma ideologia de Esquerda liderada por Juan Manuel Sánchez Gordillo, prefeito do município de 1979 e pertencente à CUT-BAI (Colectivo Unitário de Trabalhadores – Bloco Andaluz de Esquerda). A luta de trabalhadores organizados e os camponeses têm conseguido um alto índice de desenvolvimento e de emprego, praticamente a totalidade de seus habitantes. O desenvolvimento de um modelo econômico Socialista, com resultados notáveis, mesmo durante a crise econômica de 2008-2012.

## Localização e acesso
O município de Marinaleda está localizado na região sudeste da província de Sevilha, na região de Estepa, entre ele e Ecija, leste da província, na Bacia de Genil na transição entre o campo e as Terras Altas do Sul, na região de mesmo nome. Suas coordenadas geográficas são 37 ° 22 'N, 4 ° 57' W. Ele está localizado a uma altitude de 205 metros e 108 km da capital provincial, Sevilha e 20 metros de Estepa, região da capital. O município de Marinaleda faz fronteira com os seguintes municípios: ao oeste de El Rubio, com Estepe ao sul, leste e norte Herrera Ecija.

### Comunicações
O principal meio de comunicação é a estrada SE-9211 que liga Marinaleda com Ecija e lá com a auto-estrada A-92. A estrada A-388, atravessa o centro da vila e se liga com e Herrera e a auto-estrada A-4. A estrada SE-8202 liga a cidade com a cidade de Osuna por El Rubio.

## Clima
O clima, como o resto da província de Estepa, é mediterrânico. A pluviosidade é bastante irregular ao longo do ano, embora não haja um mínimo no verão e um pico pronunciado no outono e inverno. Embora não haja nenhuma estação meteorológica em Marinaleda, os dados da cidade vizinha, Osuna (situada a 23 km a oeste) são semelhantes. Segundo eles, a precipitação anual seria de aproximadamente 477 milímetros (média 2001-2010) e a  umidade relativa média durante todo o ano de 61%. Por ano, há 93 dias de chuva. .
As temperaturas são muito extremas, com diferenças muito significativas entre o dia e a noite, com uma média anual de 17,5° C. Os invernos são frios. Os verões são geralmente quentes e secos, com máximas em torno de 36 °C, mas a mínima é fresca, quase a 17 °C.

## História

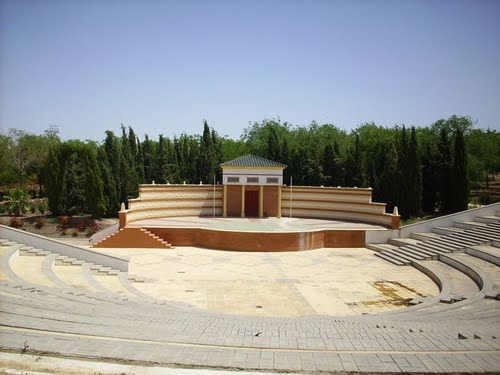
Teatro Municipal de Marinaleda

Os primeiros vestígios de ocupação humana no município de Marinaleda são por volta do período final do Neolítico e início da Idade dos Metais no período Calcolítico, cerca de 5 mil anos atrás. Foram encontrados habitats com ferramentas de pedra e restos de sementes.
A presença romana foi importante, algumas pessoas foram localizadas no momento de fundação da cidade, pois por Marinaleda passa a estrada romana que ligava as cidades de Ástigis, atual Écija, e Ostippo, atual Estepa e muitas descobertas desse período histórico.
A presença árabe é atestada por monumentos e fortalezas árabes, como as torres Gallape e Alhonoz. A conquista da terra pelos reinos cristãos ocorreu no século XIII.
Felipe II concedeu para o primeiro Marquês de Estepa uma propriedade que permaneceu lá até que as casas senhoriais do século XIX a dissolvessem.
Recentemente, Marinaleda tem emergido como um núcleo populacional de trabalhadores que sucederam dias de grandes proprietários de terras, especialmente para o Marquês de Estepa. Há evidências de que em 1751 havia 60 casas habitadas por trabalhadores sem terra que eram cobrados dias de trabalho árduo de sol-a-sol.
No século XVIII, em Marinadela três clérigos serviram ao povo da região uma venda que pertencia ao Marquês de Peñaflor, que vivia em Ecija. Sua principal atividade era de sequeiro.
Durante o século XIX, as terras de Marinaleda e seus arredores foram saqueadas por vários grupos de bandidos envolvendo os moradores do município. Especialmente relevante são os liderados por José María Hinojosa Cobacho "El Tempranillo" , Francisco González Rios "Os Pernales" e Juan Caballero.
Em 1931, a população já era de 2.318 habitantes, dos quais têm direito de voto apenas 317. As eleições de 12 de abril, 1931 ganham forças monarquistas, enquanto em 31 de maio do mesmo ano, e os republicanos ganharam. A última eleição do período republicano, em 16 de Fevereiro de 1936, obteve-se a vitória da Frente Popular.
A Guerra Civil em Marinaleda começa com o assassinato do então prefeito Vicente Cejas, Moreno e seu filho. Juntas, as tropas golpistas do prefeito matariam não menos 30 moradores da população. O pós-guerra deixou a população em grande necessidade vindo muitos a morrer de fome, sendo forçados a cavar suas proprias covas no campo apoiados de forte repressão. O desenvolvimento industrial que ocorreu na Espanha desde os anos 60 do século passado, promove a emigração da população para os centros, mais a Catalunha, bem como outros países europeus como Alemanha, França e Suíça.

### Período Democrático
Com a morte de Francisco Franco e sua ditadura, em 1975, estabeleceu-se um sistema democrático. Em 1977 foi fundado o Sindicato dos Trabalhadores do Campo. No ano seguinte, começa a luta pela terra de ocupação da fazenda entre Bocatinaja Osuna e Los Corrales por dois dias.
Em 1979 fizeram as primeiras eleições democráticas depois de Franco. Em Marinaleda ganha a Unidade do Trabalhador Coletivo apoiada por 9 dos 11 vereadores que compõem a câmara municipal. A nova prefeitura faz a mudança de nomes de ruas, removendo nomes de vencedores da devocional Guerra Civil por nomes de associados, bem como outros cada vez mais populares, por exemplo: "Rua Grande Muñoz" se torna "Rua Che Guevara", "Praça da Espanha" torna-se a "praça da cidade", a de "Francisco Franco" foi renomeada "Salvador Allende", etc.
Em 1980, 700 pessoas declaram greve de fome e a mantêm por 13 dias. Reivindicando mais dinheiro e uma regulação anterior mais precisa do emprego comunitário. Após o sucesso da ação se intensifica a luta pela ocupação de terras de grandes proprietários de terras e fazendas sob o lema "a terra a quem a trabalha".

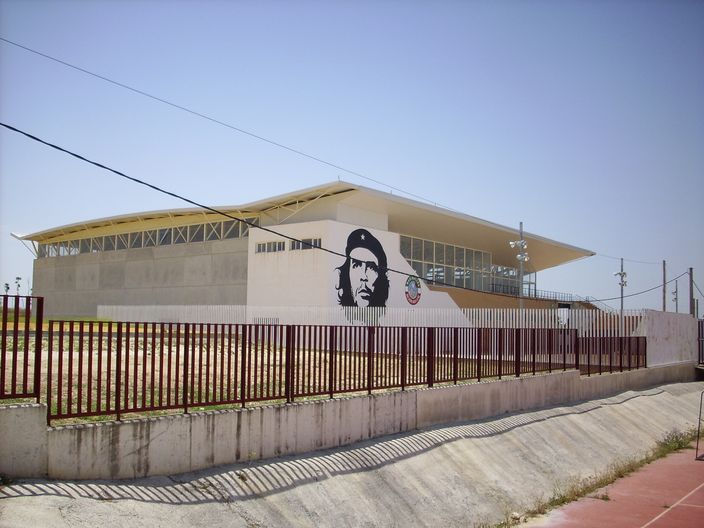
Sala de uso comum em Marinaleda.

 Em 1985, a ocupação de fazendas crescem em número, existem mais de 100, e em dias de estadia, tornam-se mais que 90 dias. Isso levaria a uma série de ações judiciais. Em 1991 os ocupantes são transferidos para uma fazenda de 1.200 hectares. As mobilizações para uma vida digna são intensificadas entre 1992 e 1994 com muitas ações em edifícios governamentais e instituições.
Em 1997, com o sistema de irrigação em toda a propriedade, a fazenda começa a operação na base da cooperativa. Três anos depois de estabelecer uma fábrica de conservas que fornece produtos para a cooperativa (pepino, pimenta, feijão, alcachofra e azeitonas). Constrói-se uma fábrica que tem dividido melhor a produção e o emprego, assim, revertendo a população de volta a sua terra natal.
Em 2008 começou-se uma grave crise econômica, que em 2010 afetou com força toda a Comunidade Europeia e, em particular, os países ao sul. Enquanto 30% da população ativa estava desempregada em Andaluzia, Marinaleda atingia o pleno emprego.
O sistema social e político que tem sido implementado na população e o sucesso que tem mostrado com o desenvolvimento e bem-estar de seus habitantes fez Marinaleda se destacar na mídia espanhola e internacional.

### Cooperativa Humar
Em 1991, o governo provincial da Andaluzia comprou um latifúndio improdutivo de 1.200 hectares, a fazenda de "El Humoso", que pertencia ao "Duque do Infantado". No local foi organizada a "Humar Alimentos" que é uma cooperativa. Em 2012:
- a cooperativa contava com entre 70 e 120 cooperativados fixos que trabalhavam na lavoura e na agroindústria;
- nos períodos de entressafra a força de trabalho era mais utilizada para fazer a manutenção de equipamentos e em atividades fabris;
- em períodos de maior exigência de trabalho na lavoura, a cooperativa contratava trabalhadores temporários;
- cada cooperado recebia 1.200 euros mensais, um salário equivalente àquele que era pago aos servidores públicos de Marinaleda[15].

## Demografia
Marinaleda tem tido pouca variação populacional ao longo de sua história. A partir do segundo quarto do século século XX veio a 2 mil habitantes. Em 1960 alcançou um recorde com 3.387 habitantes. Durante o estágio de desenvolvimento econômico da Espanha de Franco, devido a uma forte emigração teria um censo em torno de 2.500 habitantes, que foi mantido com um pequeno aumento anual.
| Variação demográfica do município entre 1887 e 1991 | Variação demográfica do município entre 1887 e 1991 | Variação demográfica do município entre 1887 e 1991 | Variação demográfica do município entre 1887 e 1991 | Variação demográfica do município entre 1887 e 1991 | Variação demográfica do município entre 1887 e 1991 | Variação demográfica do município entre 1887 e 1991 | Variação demográfica do município entre 1887 e 1991 | Variação demográfica do município entre 1887 e 1991 | Variação demográfica do município entre 1887 e 1991 | Variação demográfica do município entre 1887 e 1991 | Variação demográfica do município entre 1887 e 1991 |
| --------------------------------------------------- | --------------------------------------------------- | --------------------------------------------------- | --------------------------------------------------- | --------------------------------------------------- | --------------------------------------------------- | --------------------------------------------------- | --------------------------------------------------- | --------------------------------------------------- | --------------------------------------------------- | --------------------------------------------------- | --------------------------------------------------- |
| 1887                                                | 1897                                                | 1900                                                | 1910                                                | 1920                                                | 1930                                                | 1940                                                | 1950                                                | 1960                                                | 1970                                                | 1981                                                | 1991                                                |
| 1.384                                               | 1.702                                               | 1.785                                               | 1.753                                               | 1.864                                               | 2.318                                               | 2.563                                               | 3.070                                               | 3.387                                               | 2.439                                               | 2.317                                               | 2.650                                               |

| Variação demográfica do município entre 1996 e 2011 | Variação demográfica do município entre 1996 e 2011 | Variação demográfica do município entre 1996 e 2011 | Variação demográfica do município entre 1996 e 2011 | Variação demográfica do município entre 1996 e 2011 | Variação demográfica do município entre 1996 e 2011 | Variação demográfica do município entre 1996 e 2011 | Variação demográfica do município entre 1996 e 2011 | Variação demográfica do município entre 1996 e 2011 | Variação demográfica do município entre 1996 e 2011 | Variação demográfica do município entre 1996 e 2011 | Variação demográfica do município entre 1996 e 2011 |
| --------------------------------------------------- | --------------------------------------------------- | --------------------------------------------------- | --------------------------------------------------- | --------------------------------------------------- | --------------------------------------------------- | --------------------------------------------------- | --------------------------------------------------- | --------------------------------------------------- | --------------------------------------------------- | --------------------------------------------------- | --------------------------------------------------- |
| 1996                                                | 1998                                                | 1999                                                | 2000                                                | 2001                                                | 2002                                                | 2003                                                | 2004                                                | 2005                                                | 2006                                                | 2008                                                | 2011                                                |
| 2.622                                               | 2.616                                               | 2.623                                               | 2.634                                               | 2.638                                               | 2.647                                               | 2.645                                               | 2.676                                               | 2.655                                               | 2.689                                               | 2.708                                               | 2.778                                               |

## Governo local
Marinaleda possui uma longa tradição de luta trabalhadora, que tem uma influência decisiva na conquista de diferentes progressos político e social.
Marinaleda é governada desde 1979 pela Unidade Coletiva do Trabalhador - Andaluz Esquerda Bloc (CUT), o partido de esquerda e Andalucista que ganhou todas as eleições com maioria absoluta. Em 1986 a CUT foi uma das organizações fundadoras da Esquerda Unida.
Nas últimas eleições locais, as eleições municipais de 2011, o IULV-CA possuía nove vereadores (com 73,08% dos votos) e os andaluzes (PSOE) dois vereadores (21,39%). O PP não obteve representação (4,06%).
Todas as decisões e questões municipais, como impostos, habitação ou emprego, estão sujeitos ao veredicto do povo, que votam por braços erguidos ou por vezes através de voto secreto durante uma centena de reuniões ou assembleias gerais de bairro que ocorrem a cada ano.

## Composição do Conselho da Cidade (2011-2015)
IULV-CA:
- Juan Manuel Sánchez Gordillo (Alcalde)
- Esperanza del Rosario Saavedra Martín
- María del Carmen Rodríguez Saavedra
- Manuel Pradas Martín
- Dolores Tejada Saavedra
- Sergio Gómez Reyes
- Antonio Aires Gálvez
- Rafaela Vázquez Jiménez
- Gloria Prieto Buendía

PSOE de Andalucía (PSOE-A):
- Mariano Pradas Saavedra
- Hipólito Aires Navarro